# Юрданка Пукавичарова
Юрданка (Йорданка) Михайлова Пукавичарова е българска революционерка, деятелка на Върховния македоно-одрински комитет.

## Биография
Юрданка Пукавичарова е родена в Самоков. Заедно с поета Петър Стойков се включва в четата на Павел Давков по време на Илинденско-Преображенското въстание. Симеон Радев я определя като жена, която: 
| „ | била много по-издръжлива и приспособена към трудностите в сравнение с повечето от мъжете. | “ |